# Rainer Luxem
Rainer Luxem (* 1941 in Dortmund) ist ein deutscher Schauspieler und Hörspielsprecher.

## Leben
Rainer Luxem nahm von 1960 bis 1962 privaten Schauspielunterricht in Dortmund und Frankfurt am Main. In Frankfurt hatte er auch sein erstes Engagement. Es folgten weitere Verpflichtungen an verschiedene Bühnen, wie den Stadttheatern in Osnabrück und Augsburg, den Städtischen Bühnen Frankfurt, den Theatern in Krefeld,  Bielefeld, Kiel und Lübeck sowie Bühnen in Hamburg und Berlin. Luxem arbeitete dabei mit namhaften Regisseuren wie Günther Tabor, Harry Buckwitz, Erwin Piscator und anderen zusammen. Besonders verbunden war er dabei dem Theater Lübeck, dem er 28 Jahre angehörte und dort am Ende der Spielzeit 2005/06 als einer von zwei dienstältesten Schauspielern seinen Abschied nahm. Luxem, der in späteren Jahren zusätzlich Gesangsunterricht nahm, wirkte darüber hinaus bei den Burgfestspielen Jagsthausen, wo er neben dem Götz auch den Milchmann Tevje in Anatevka und die Titelfigur in Der Mann von La Mancha spielte.
In dem Film Der Hellseher stand Rainer Luxem 1974 zum ersten Mal vor der Kamera. Es folgten zahlreiche weitere Rollen in Filmen und Serien. Neben Auftritten in verschiedenen Tatort-Folgen sowie dem Großstadtrevier und in Der Landarzt erlangte Luxem besonders zwischen 2001 und 2005 größere Popularität, als er in der ZDF-Krimiserie Der Ermittler in 23 Folgen in der Figur des Henning Peters den Vorgesetzten von Kriminalhauptkommissar Paul Zorn, dargestellt von Oliver Stokowski, verkörperte.
In den Hörspielen Winnetou 1 und Winnetou 2 sprach Rainer Luxem jeweils die Titelrolle, ebenso in Der Schatz im Silbersee. In drei Folgen der Reihe Robin Hood verkörperte er ebenfalls die Rolle des Titelhelden.
Rainer Luxem lebt in Lübeck, wo er häufig Lesungen anbietet.

## Filmografie (Auswahl)
- 1974: Der Hellseher
- 1975: Comenius
- 1976: Ein herrlicher Tag
- 1979: Kläger und Beklagte – Der lachende Dritte
- 1982: Die Stunde des Löwen
- 1983: Der Paragraphenwirt – Gatermann gegen Goliath
- 1985: Mord im Spiel
- 1985: Es muß nicht immer Mord sein – Finanzprobleme
- 1985: Tatort – Irren ist tödlich
- 1986: Preis der Feigheit
- 1988: Die letzte Fahrt der San Diego
- 1990: Diese Drombuschs – Der Falsche Weg
- 1993: Der Landarzt (2 Folgen als Finanzberater Olsen)
- 1995: Immenhof (2 Folgen als Herr von Glahn)
- 1995: Polizeiruf 110 – Alte Freunde
- 1995: Freunde fürs Leben – Todesengel
- 1995: Freunde fürs Leben – Königskind
- 1997: Frauen morden leichter
- 1997: Bella Block: Tod eines Mädchens
- 1998: Das Glück wohnt hinterm Deich
- 1998: Tatort – Arme Püppi
- 1999: Meine beste Feindin
- 2000: Doppelter Einsatz – Blutroter Mond
- 2000: Großstadtrevier – Glaubenssache
- 2001: Tatort – Exil!
- 2001–2005: Der Ermittler (23 Folgen als Kriminaldirektor Henning Peters)
- 2002: Stahlnetz – PSI
- 2003: Tatort – Väter
- 2004: Bella Block: Hinter den Spiegeln
- 2004: Tatort – Abschaum
- 2005: Alpenglühen zwei – Liebe versetzt Berge
- 2006: Da kommt Kalle – Schöne Ferien
- 2006: Das Duo – Man lebt nur zweimal
- 2007: Der Dicke – Falsche Fährten
- 2007: Notruf Hafenkante – Der verlorene Sohn
- 2008: Die Schimmelreiter
- 2009: Eine Liebe in Venedig
- 2009: Notruf Hafenkante – Pleitegeier
- 2010: Kein Geist für alle Fälle
- 2011: Mörderisches Wespennest
- 2011: Großstadtrevier – Diebe in der Nacht
- 2011: Der letzte schöne Tag
- 2012: Tod einer Brieftaube
- 2012: Mörderische Jagd

## Hörspiele
- 1964: Die Tränen des Blinden – Regie: Günther Sauer
- 1964: Das Gesellschaftsspiel – Regie: Hermann Naber
- 1964: Unman, Wittering und Zigo – Regie: Heinz-Otto Müller
- 1965: Die Freundschaft – Autor und Regie: Robert Stromberger
- 1999: Die Brüder Mann in Italien – Autoren: Nathalie Brüggen, Volker Scherliess